# Serra da Estrela (raça ovina)

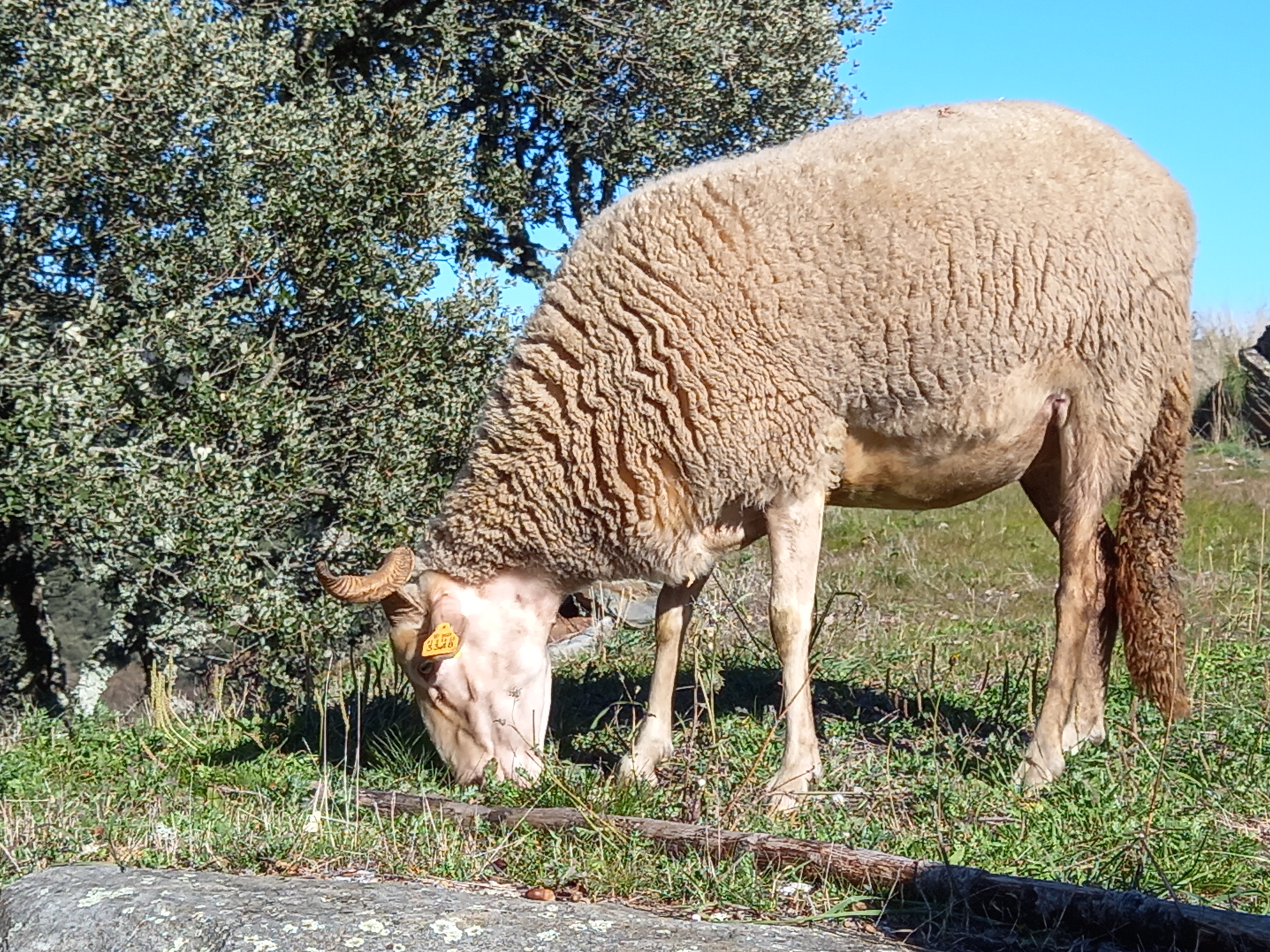
Ovelha Serra da Estrela pastando em Videmonte

A ovelha Serra da Estrela é um animal autóctone da Serra da Estrela. Existe em variedade branca (em maior número) e preta.
Trata-se da principal raça ovina leiteira de Portugal, cujo elevado valor económico se deve à sua elevada produção leiteira e rusticidade e adaptação ao meio de exploração: a Serra da Estrela.

## História

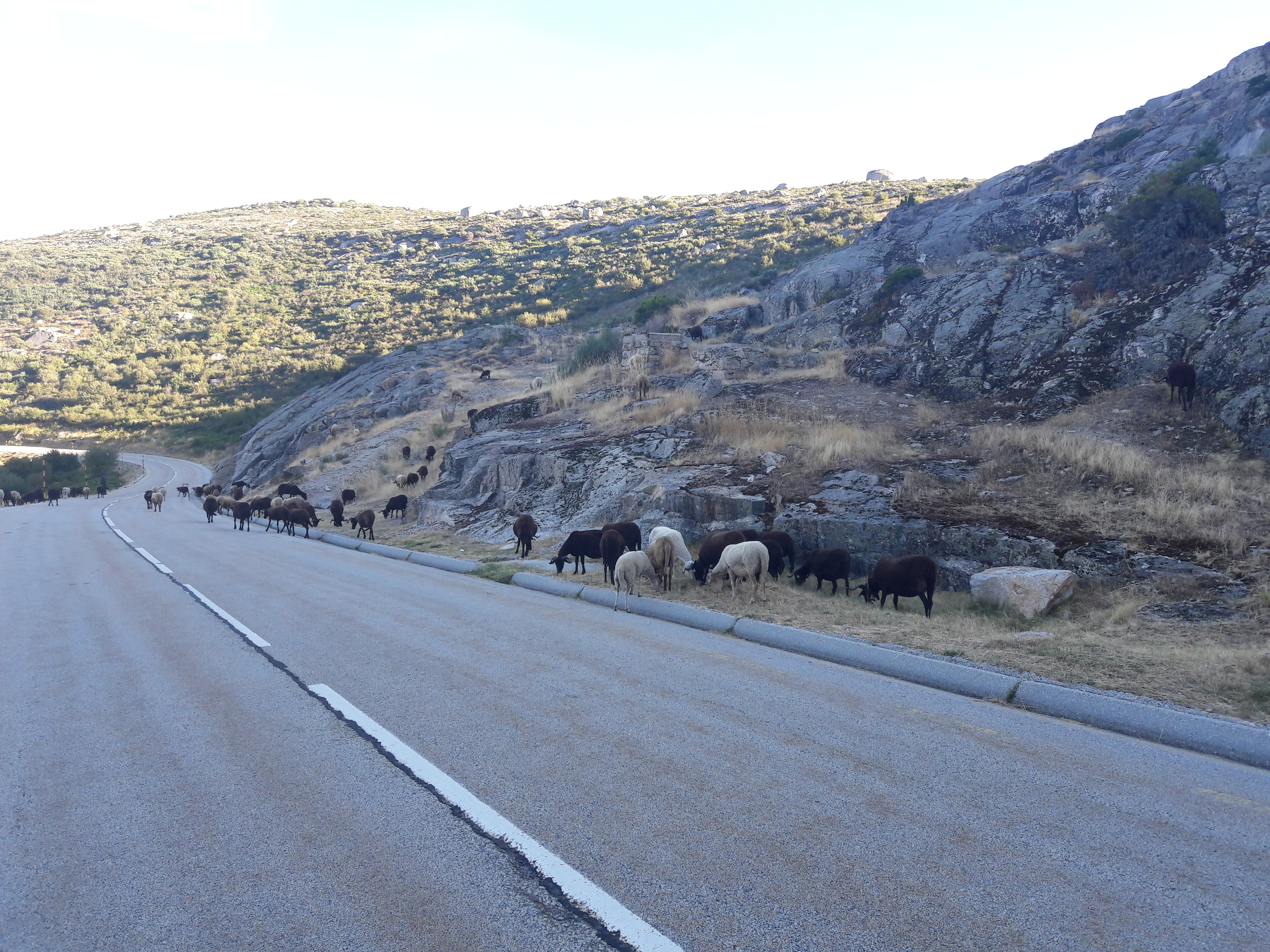
Rebanho de ovelhas Serra da Estrela em transumância, na Serra da Estrela

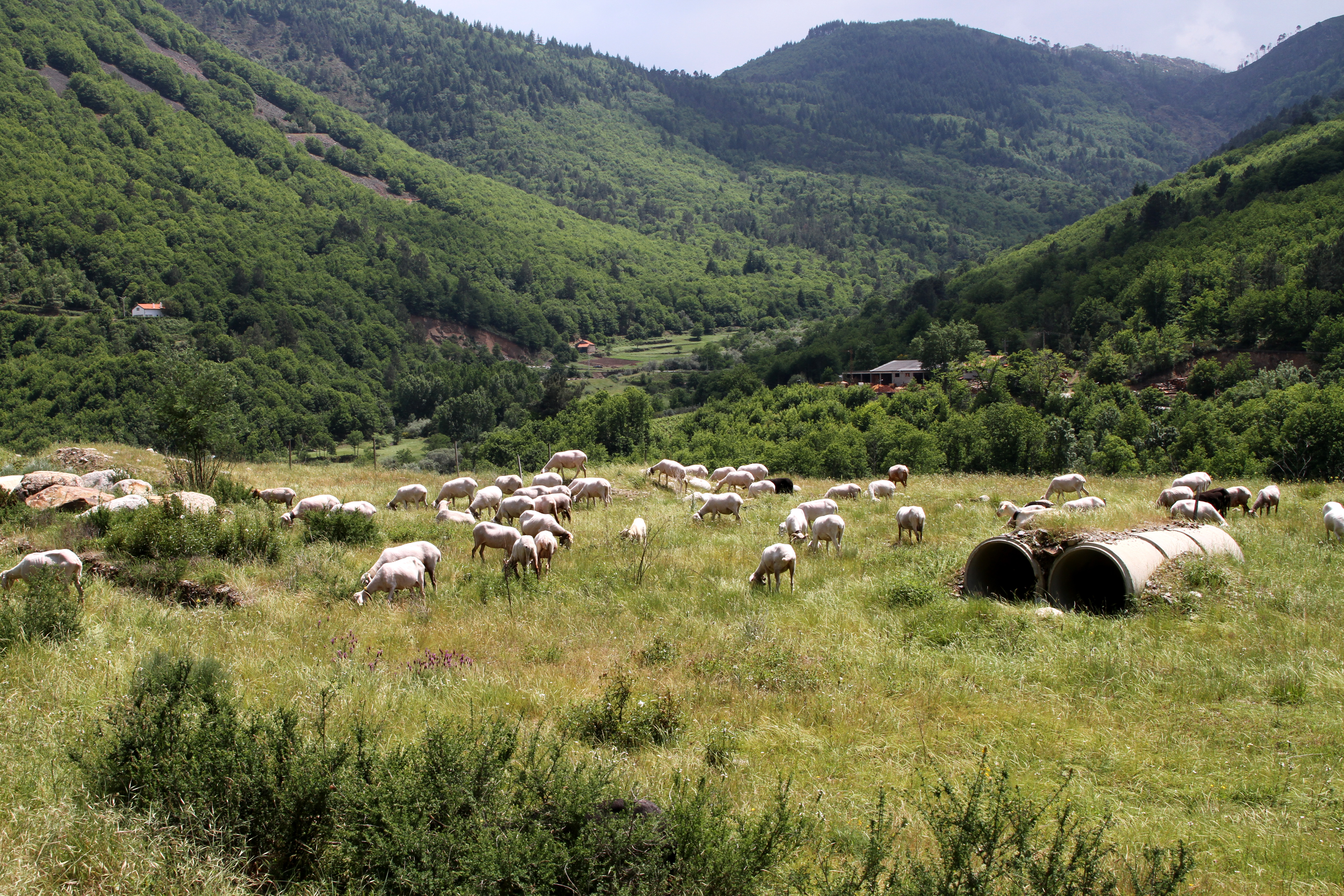
Rebanho de ovelhas Serra da Estrela, em Manteigas

A origem da raça ovina Serra da Estrela data de há muitos séculos, tendo surgido após evolução de espécies como o Carneiro das turfeiras (Ovis aries palustris), Muflão Europeu ( Ovis musimon) e Muflão Asiático (Ovis aries orientalis).
A raça é explorada no Planalto Beirão.
Nos anos 1980, o número de ovinos era de 275.674, verificando-se um acentuado decréscimo para cerca de 115.000 animais em 1998. Atualmente contabilizam-se cerca de 70.000 animais (dados de 2013), com cerca de 90% da variedade branca.
A raça ovina autóctone Serra da Estrela foi a primeira a ter Livro Genealógico, contando atualmente com 17224 animais ativos inscritos no Livro de Adultos, de cerca de 190 criadores aderentes.

## Caracterização
Os ovinos Serra da Estrela são animais de tipo bordaleiro (lãs cruzadas ou entrefinas), muito dóceis, de média corpulência (fêmeas: 50-55 Kg; Machos: 80-100 Kg).

## Produtos resultantes
A exploração de ovelha Serra da Estrela permite obter vários produtos derivados de elevada qualidade:
- Leite: Queijo Serra da Estrela (DOP), Queijo Serra da Estrela Velho, Requeijão da Serra da Estrela (DOP), manteiga, iogurte, queijo fresco, queijo creme de ovelha Serra da Estrela;
- Carne: Borrego Serra da Estrela;
- Lã.

## Romarias
Desde há séculos os produtores desta raça fazem romarias a santuários e capelas com grande devoção. Nestas romarias “pede-se” um “bom alavão e que os animais tenham saúde”. Estes momentos realizam-se também a transação de animais, permitindo aumentar a diversidade genética. Como exemplo destas romarias temos:
- Folgosa da Madalena, Santiago (Seia);
- Santo António dos Cabaços, Mangualde